# Драгослав Петковић
Драгослав М. Петковић (рођен 1900. године, умро 1968. године у Београду) био је антиквар и књижар који је пословао од 1927. године до 1948. године.

## Живот
Драгослав Петковић је књиговезачки занат учио после Првог светског рата у Државној штампарији и Занатској школи у Београду. Након тога, завршио је двогодишњу вечерњу Трговачку школу. Стручни испит положио је 1921. године, а затим је напустио службу у Државној штампарији и покушао да учи гимназију у Сарајеву у Видовићевој школи. Убрзо се вратио у Београд и запослио у Државној штампарији где је упознао Рада Младеновића.

## Рад
Драгослав Петковић био је чест посетилац београдских књижара и занимао се за њихов рад, а највише се интересовао за антикварнице које су биле лоше организоване. Током свог радног века у Државној штампарији на Варош-капији, Петковић је често свраћао у антикварницу књига Свете Љубисављевића. Ту је купио прве књиге које је повезао. Иако га је излог мамио шаренилом, био је нестручно сређен и пун петпарачких књига. С Радом Младеновићем долази због тога на идеју да отвори антикварницу, а то се и остварује након две године и 1927. године почиње с радом Књижара антикварница и књиговезница ,, Доситеј Обрадовић'' која се налазила у Улици краља Милана 8. Петковић у књижару доноси своју библиотеку која тако постаје основ даљој продаји старих и ретких књига.
У књижарском пословању Драгослав Петковић се самостално усавршавао. Проучавао је библиографије подручја и користио је искуство познавалаца књига који су долазили у радњу, као што су: Павле Поповић, Војислав М. Јовановић, Радослав Перовић, Георгије Михаиловић и други. За своје усавршавање је искористио разговоре о књигама који су вођени у антикварници. На пример, српску књигу 18. века упознао је преко Георгија Михаиловића, а преко Перовића забрањене и веома ретке књиге о политичком животу Срба у 19. веку. Ова сарадња Петковића и посетилаца радње била је обострано корисна: он је од њих учио, а они су често могли да купе неку ретку књигу. Такође је омогућио људима да се упознају с многим ретким и вредним књигама уз помоћ својих добро уређених антикварних каталога и картотека. Петковићев најпознатији католог је каталог из 1923. године у ком су пописане српске књиге 19. века. У каталогу из 1939. пописани су часописи, календари, алманси и школски извештаји.
Драгослав Петковић је књижар који је имао свој ex libris и то у три величине. Његова антикварница је била најбоља у Београду из више разлога: богат асортиман књига, добар смештај и слободан приступ књизи. У Петковићевој антикварници је такође постојала и позајмна библиотека.
Драгослав Петковић био је најбољи књижар-антиквар између два светска рата.